# Digerman
Digerman ist eine chemische Verbindung aus der Gruppe der Germane.

## Gewinnung und Darstellung
Digerman kann durch Durchleiten von Monogerman durch eine stille elektrische Entladung gewonnen werden, wobei Digerman und Trigerman als Hauptprodukte und daneben höhere Germane bis zum Nonagerman entstehen. Auch bei anderen Verfahren zur Herstellung von Monogerman wie der Säurezersetzung von Magnesiumgermanid mit Ammoniumbromid entstehen höhere Germane.

## Eigenschaften
Digerman ist eine farblose Flüssigkeit, die schon bei 31 °C siedet. Die Dampfdruckfunktion ergibt sich nach Antoine entsprechend log10(P) = A−(B/(T+C)) (P in bar, T in K) mit A = 3,95946, B = 1129,447 und C = −19,239 im Temperaturbereich von 184,5 bis 304,7 K. Die Verdampfungsenthalpie beträgt am Siedepunkt 26,8 kJ·mol−1. Die Verbindung zerfällt beim Erhitzen bei Temperaturen oberhalb von 200 °C.

## Verwendung
Digerman wird für die Abscheidung von amorphem Germanium und epitaktischen Dünnfilmen verwendet. Es wird auch die Bildung von Bor-dotierten Silicium-Germanium-Legierungsschichten und mit Diboran in der Bildung von Bor-dotiertem Germaniumfilmen mit Hilfe von Epitaxieverfahren verwendet.